# 哈泽尔·考特
哈泽尔·考特（Hazel Court；1926年2月10日—2008年4月15日）是英国的一名女演员，因20世纪50年代到60年代早期出演多部恐怖片而出名。出生于英国沃里克郡。

## 演出作品
- 天魔第三集（1981）
- Mannix（1967）
- 虎胆妙算（1966）

- 红死病（1964）

- 魔鸟（1963）

- Sam Benedict（1962）

- 怪医血柩（1962）

- 过早埋葬（1962）

- Dr. Kildare（1961）

- Bonanza（1959）

- 不死的男人（1959）

- 迷离时空原版电视剧（1959）

- Rawhide（1959）

- 隐形人（1958）

- 科学怪人的诅咒（1957）

- Hungry Hill（1947）

- Gaiety George（1946）

- Champagne Charlie（1944）